# Sebdou
Sebdou è un comune dell'Algeria, situato nella provincia di Tlemcen.

## Geografia fisica
Nel suo territorio, sul monte Merchiche, nasce l'Oued Tafna, lungo 170 km, caratterizzato da un vasto bacino idrografico, utilizzato dalle più importanti città occidentali del paese.